# Альмедіхар
Альмедіхар, Алмедішер (ісп. Almedíjar (офіційна назва), валенс. Almedíxer) — муніципалітет в Іспанії, у складі автономної спільноти Валенсія, у провінції Кастельйон. Населення — 267 осіб (2010).

## Географія
Муніципалітет розташований на відстані близько 290 км на схід від Мадрида, 34 км на захід від міста Кастельйон-де-ла-Плана.

## Демографія
Динаміка населення (INE ):

## Галерея зображень

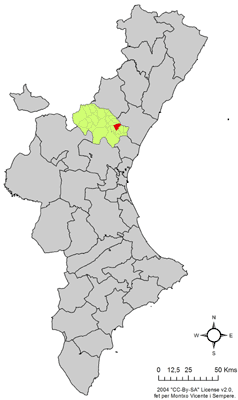
Розташування муніципалітету Альмедіхар у автономній спільноті Валенсія
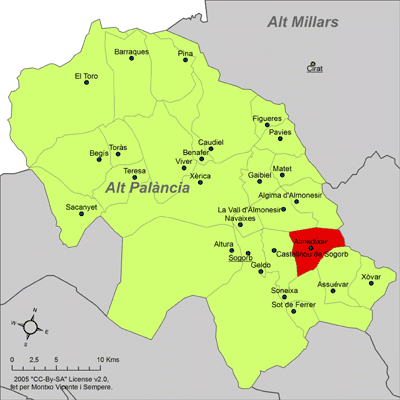
Розташування муніципалітету Альмедіхар у комарці Альто-Палансія